# Opazovanje ljudi
Opazovanje ljudi ali opazovanje gneče je dejanje opazovanja ljudi in njihovih stikov, po navadi brez vednosti opazovanega. Vključuje opazovanje njihovih idiosinkrazij, da bi lahko iz tega uganili njihovo zgodbo. To vključuje govorjenje, stike v razmerjih, jezik telesa, izrazi, oblačila in dejavnosti. Aktivnost včasih vključuje tudi prisluškovanje, toda to ni potrebno. Za nekatere ljudi je to konjiček, za veliko ostalih pa je to nezavestna aktivnost, ki jo opravljajo vsak dan, brez da bi se tega sploh zavedali. Opazovanje ljudi ni isto kot naravno opazovanje. Naravno opazovanje se uporablja za znanstvene namene, opazovanje ljudi pa je le sprotna aktivnost, ki se uporablja za sprostitev ali inspiracijo njihovih karakterjev v umetniških delih. Ta dejavnost se tudi ne sme zamenjevati z ulično fotografijo. Ulični fotograf mora nujno opazovati ljudi, saj mora ljudi fotografirati za umetniške in dokumentarne namene.